# Măcin
Măcin è una città della Romania di 11 011 abitanti, ubicata nel nord-ovest del distretto di Tulcea, nella regione storica della Dobrugia.
La città è ubicata nella zona di un antico insediamento celtico chiamato Arrubium, le cui rovine sono tuttora in parte visibili.
Măcin ha dato i natali al geologo e mineralogista Gheorghe Munteanu Murgoci (1872-1925).